# Ngabenrejo
Ngabenrejo is een bestuurslaag in het regentschap Grobogan van de provincie Midden-Java, Indonesië. Ngabenrejo telt 4689 inwoners (volkstelling 2010).